# رویاهای گذرا
رویاهای گذرا، یک فیلم درام نیجریه-اوکراینی محصول ۲۰۱۲ به کارگردانی اندرو روزن است که خود او نیز در این فیلم به همراه اومونی اوبولی ایفای نقش کرده است. این فیلم که اولین همکاری نیجریه و اوکراین به شمار می‌رود، داستان جوانی نیجریه‌ای به اسم ساد (اومونی اوبولی) را روایت میکند که در اوکراین دانشجوی پزشکی است اما آرزوی خواننده شدن را دارد و در این راه، به علت خارجی بودنش، با مشکلات متعددی روبه رو می‌شود. رویاهای گذرا همچنین اولین فیلم بلند انگلیسی زبان اوکراینی است.

## گروه بازیگران
- اومونی اوبولی در نقش سِید
- اِوگِنی کازانتسِو در نقش برونیکوو
- آندرو روژِن در نقش دِنیس
- فیلیپا پیتر در نقش نکچی
- کنراد تیلا در نقش پدر ساد
- اوکسانا ورونینا به عنوان
- آستین ابوکا به عنوان

## تولید
تولید مشترک رویاهای پر در نتیجه نیاز فیلمسازان اوکراینی برای ورود به بازار نیجریه و به‌طور کلی بازار آفریقا بود. صنعت فیلم اوکراین با مشکلات مالی و عدم حمایت دولت مواجه بود، بنابراین فیلمسازان از طریق همکاری با صنایع در حال رشد، به دنبال جایگزین‌هایی بودند. ایگور مارون، یکی از تهیه‌کنندگان اظهار داشت که پس از بازدید از ابوجا، نیجریه، از او الهام گرفته تا بخشی از این پروژه باشد و او می‌تواند نیجریه ای‌های زیادی را بیابد که می‌توانند روسی و اوکراینی صحبت کنند، زیرا آنها در اتحاد جماهیر شوروی سابق تحصیل بودند. بنابراین او فکر کرد که خوب است فیلمی داشته باشیم که بر جامعه خارجی در اوکراین متمرکز باشد. اندرو روژن کارگردان مجبور شد دو بار به نیجریه سفر کند تا با روش‌های تولید فیلم در نالیوود آشنا شود. این فیلم در سال ۲۰۱۱ در کیف، اوکراین فیلمبرداری شد و اولین همکاری بین نیجریه و اوکراین است. همچنین این اولین فیلم بلند انگلیسی زبان اوکراینی است. اومونی اوبولی در طول مدت فیلمبرداری دو بار به اوکراین سفر کرد و به ترتیب شش هفته و دو هفته را سپری کرد. کارگردان، روژن، که نقش اصلی مرد را نیز در این فیلم بازی کرد، هیچ تجربه قبلی بازیگری نداشت. تصمیم او برای بازی در این فیلم به دلیل کمبود بازیگران انگلیسی زبان در اوکراین بود.

## موسیقی متن فیلم
موسیقی فیلم «رویاهای گذرا» توسط سرگئی ووسیک ساخته شده است. همچنین، آهنگ "همه چیز من" توسط ناتالیا شامایا نوشته شده و توسط گیتانا اجرا شده است. موسیقی متن اصلی فیلم نیز تحت لیبل لاوینا موزیک و هایلایت پیکچرز منتشر شد.

## جوایز
رویاهای گذرا در «جوایز فیلم آکادمی آیکون‌های طلایی» در سال 2013 توانست در دو بخش بهترین فیلم دیاسپورایی و بهترین کارگردانی نامزد شود.  